# Chacun sa chance (film, 1990)
Pour les articles homonymes, voir Chacun sa chance.
Pour plus de détails, voir Fiche technique et Distribution.
Chacun sa chance (Everybody Wins) est un film britannique de Karel Reisz sorti en 1990.

## Synopsis
Le détective Tom O'Toole (Nick Nolte) enquête sur un jeune homme accusé du meurtre de son oncle. Il se laisse séduire par son commanditaire, la troublante Angela Crispini (Debra Winger).

## Fiche technique
- Titre original : Everybody Wins
- Titre du DVD : Les Executeurs
- Réalisation : Karel Reisz
- Scénario : Arthur Miller
- Producteurs : Ezra Swerdlow, Jeremy Thomas, Linda Yellen
- Musique : Mark Isham
- Directeur de la photographie : Ian Baker
- Montage : John Bloom
- Distribution des rôles : Ellen Chenoweth
- Création des décors : Peter S. Larkin
- Direction artistique : Charley Beal
- Décorateur de plateau : Hilton Rosemarin
- Création des costumes : Ann Roth
- Coordinateur des cascades : David R. Ellis
- Société de production : Recorded Picture Company (RPC), Film Trustees Ltd., Orion Pictures Corporation
- Société de distribution : Acteurs Auteurs Associés, Orion Pictures Corporation
- Pays de production : États-Unis
- Genre : Thriller
- Durée : 97 minutes
- Dates de sortie : 
  - États-Unis : 19 janvier 1990
  - France : 7 février 1990

## Distribution
- Nick Nolte (VF : Pascal Renwick) : Tom O'Toole
- Debra Winger : Angela Crispini
- Will Patton : Jerry
- Jack Warden : Le juge Harry Murdoch
- Judith Ivey : Connie
- Kathleen Wilhoite : Amy
- Frank Converse : Charley Haggerty
- Peter Appel : Sonny
- Frank Military : Felix
- Mert Hatfield : Bellanca
- Steven Skybell : Le père Mancini